# 日野聰
日野聰（日语：／ Hino Satoshi，1978年8月4日—），日本男性聲優，現屬AXL ONE事務所。出生於美國加州舊金山，血型AB型。
主要的代表作品包括麻辣女孩（日文配音的），灼眼的夏娜（坂井悠二），零之使魔（平賀才人），後天的方向（五百川尋），一騎當千（周瑜公瑾），火影忍者疾风传（佐井），以及爆漫王（高木秋人）。

## 人物
- 在美國舊金山出生，父母都是日本人。當時在家中的話，日文跟英語兩邊都會說。但現在卻記不起童年的事情。5歲回到日本，當時歸國兒女在日本比較罕見，因此在幼稚園被其他小孩要求說英語而開始討厭英語起來。
- 十歲時加入兒童劇團當童星，而因為初中的前輩坂本真綾加入坂本所屬的劇團，而直到該劇團於03年解散前還一直有參與活動。
- 剛出道時主要是以西洋電影及影集的配音為主，直到灼眼的夏娜（坂井悠二）後，在日本動畫方面的配音才多了起來。
- 以西洋電視劇《急診室的春天》之日文配音作為其出道作品，一直以來都以西洋電視劇系或者以西洋電影的日文配音為主要舞台，連自己也認為和日本動畫無緣。在因緣際會下被一騎當千的監製拉去試音，結果該劇本的周瑜公瑾成了他的動畫主役出道作。而後為電視劇、動畫、遊戲等配音持續增多，而且還不時擔當節目旁白，在各種領域均有活躍。
- 近年來為西洋劇、動畫、遊戲配音，而且還不時擔當節目旁白。
- 配音的角色大多以少年與青年為主。不過配音的角色蠻廣泛的，從和善膽小角色、滑稽的丑角、雙面性角色等皆有配音。尤其病嬌、反派等類型演技十分出色，遊戲王ZEXAL中出演的反派角色貝庫塔的片段，在日本彈幕網站Niconico上曾排名第一、播放次數現已逾越百萬。
- 具有劍道初段、英檢三級證書與汽機車駕照。
- 家裡有很多伊達眼鏡，還有喜歡戴帽子。不吸煙，喜歡口香糖和FRISK。
- 在兒童劇團時期常受到前輩浪川大輔如同老師般的各式各樣的指導，在最尊敬的前輩們排名是第一，也很尊敬同團的前輩坂本真綾和笠原弘子。
- 2011年7月由Production baobab轉到AXL ONE事務所。
- 2015年1月11日在自己的部落格發布結婚消息對象為中島沙樹。

## 交友關係
- 在學生時代，與台灣演員劉致妤是同級生。
- 在兒童劇團時期時，與浪川大輔、坂本真綾、笠原弘子交情非常深厚。曾在兒童劇團的劇場活動中稱浪川大輔是他尊敬的師父，教會了他很多，並宣言會以超越浪川作為目標。共演者酒會上如果有人說浪川的壞話，便會反駁『浪川先生才不是那種人！ 』，已經成為了酒會上的一個慣例玩笑。
- 而聲優界中與日野交情匪淺的有近藤孝行、三宅健太、安元洋貴。而與同事務所的福山潤、立花慎之介、水島大宙關係也相當不錯。
- 跟同是1978年出生的福山潤、小野大輔、立花慎之介、菅沼久義、近藤孝行、間島淳司組成DABA。
- 與立花慎之介從2009年4月至2013年4月共同主持廣播《平成ニッポン・國取り合戦ラジオ!!》、組成了組合ELEKITER ROUND 0。從2013年4月開始共同主持廣播《名門アウトロー學園》，二人幾乎每週都會因工作見面。不知從什麼時候開始稱呼立花為“慎ちゃん”。
- 與職業摔角選手藤波辰爾小時候就認識。本身也對職業摔角有愛好。

## 逸事
- 在兒童劇團的公開活動中結束後說出「以超過尊敬的浪川大輔老師為目標」這樣的宣言。
- 因為在接下動畫一騎當千的周瑜公瑾之前，並沒有日本動畫配音的經驗，於是會比正式配音的還要早的時間與主役孫策伯符的淺野真澄一同練習。
- 在灼眼的夏娜、銀魂、零之使魔、旋風管家、魔法禁書目錄、隱王多次與釘宮理惠多次合作。
- 而由J.C.STAFF製作的灼眼的夏娜與零之使魔系列作品中，日野出演少年主人公而釘宮出演傲嬌少女，而川澄綾子常常擔任釘宮對手角色之共通點。
- 由於經常和釘宮理惠合作，所以被安元洋貴笑言『日本最擅應付傲嬌的男人』，『最會演處男的人』。
- 在動畫作品中合作得最多的除了釘宮理惠之外，另外也常與生天目仁美、川澄綾子、淺野真澄、伊藤靜、三宅健太、能登麻美子合作。
- 雖然在和釘宮合作的零之使魔之電台節目中作出一副下流的耍寶角色，但其實為人溫和心胸寬大，但在意外的地方卻會抓狂。
- 最喜歡吃鯖味噌煮，在廿八歲生日時電台節目的全體送了28罐鯖罐頭給他，連續三年下來合共收了87鑵。後來在音樂節目中澄清自己喜歡吃的是鯖魚定食，而非鯖罐頭；並且笑言今後會拒絕所有依生日歲數送的鯖罐頭。
- 最近常在魔法禁書目錄、爆漫王、無賴勇者的鬼畜美學、戰鬥陀螺 鋼鐵奇兵中，常常與阿部敦、岡本信彥合作。
- 曾經說過人對惡的定義各有不同，有時候會認同反派的想法。很喜歡音樂劇歌劇魅影中的魅影，曾以魅影為主題為歌曲《月夜の仮面舞踏會～Masquerade～》作詞並演唱。
- 在《不思議八犬傳》第14回的廣播節目中，曾被柿原徹也和岡本信彥說過是像媽媽一樣的人，會在動畫錄製前幾個小時打電話叫其他聲優起床，並且在錄音現場給人一種靠得住的感覺。
- 對高科技苦手，2009年的時候還未擁有個人電腦。在2013年與鳥海浩輔的廣播《オトメイトパラダイス》中提到自己正在用的電腦是老家的舊貨。
- 曾熱衷自己出演過的遊戲《心跳餐廳》，在博客上的貼圖顯示已經玩到了89級，但是會快進掉事件的台詞。同在《心跳餐廳》出演了對手隊伍角色辻魁斗的柿原徹也已經玩到了120級，並稱自己非常喜歡日野出演的角色不破劍人。
- 自稱不挑食，只要是食物都可以吃下去，甚至吃過螞蚱和蜜蜂。
- 在DABA的遊戲活動DVD《貓鼠遊戲》（ドロケイ）中，曾以“省電作戰”為由，躲在草叢中一動不動長達38分鐘。

## 演出作品
主要角色以粗體表示。

### 電視動畫
2003年
- 一騎当千（周瑜公瑾）
- 麻辣女孩（朗史得）

2004年
- 学園パトロール フィルモア
- 吟遊默示錄（アンリ）

2005年
- 灼眼的夏娜（坂井悠二）
- D.C.S.S. ～ダ・カーポ セカンドシーズン～（古多）
- 聖魔之血（亞伯·奈特羅德（童年））
- 遊戲王GX（神樂坂）

2006年
- 後天的方向（五百川尋）
- 零之使魔（平賀才人）
- 火影忍者（アキオ）
- プレイボール2nd（倉橋豐）
- 烘焙王（堤政伸）
- 完美小姐進化論（暴走族1）

2007年
- 一騎当千 Dragon Destiny（周瑜公瑾）
- 王牌投手 振臂高揮（島崎慎吾）
- 星界死者之書（田中）
- 地獄少女 二籠（飯合誠一）(第22話)
- 灼眼的夏娜II（坂井悠二）
- 零之使魔～双月的騎士～（平賀才人）
- 七色星露（櫻庭圭介）
- 旋風管家（薫京之介、南野宗谷、誘拐犯、鷺之宮家黑服、他）
- 君吻（真田光一）
- 火影忍者疾风传（佐井）

2008年
- 零之使魔 三美姬的轮舞（平賀才人）
- 隱之王（相泽虹一）
- 一骑当千 Gear Guardians（周瑜公瑾）
- 狂亂家族日記（桂 林道）
- 交響情人夢 巴黎篇（李雲龍）
- 黑執事（阿修·蘭提斯）
- 強襲魔女（土方圭助）

2009年
- 黑神（藏木大地）
- 銀魂（神威）
- 遊魂 -Kiss on my Deity-（泉戶裕理）
- 金色琴弦 ～second passo～（衛藤桐也）
- 戰鬥陀螺 鋼鐵奇兵（盾神京矢／盾神京谷）
- 大正野球娘。（紀谷 三郎）
- 初戀限定。（別所良彥）
- 旋風管家 第二季（薫京之介）
- KIDDY GiRL-AND（ガクトエル（Geacht'er））

2010年
- 無法掙脫的背叛（降織千紫郎）
- 花丸幼稚園（土田直純）
- 一騎當千 XTREME XECUTOR（周瑜公瑾）
- 交響情人夢 Finale（李雲龍）
- 戰鬥陀螺 鋼鐵奇兵 爆（盾神京矢／盾神京谷）
- 學園默示錄（角田）
- 吸血鬼同盟（查爾斯）
- 爆漫王。（高木秋人）
- 半妖少女綺麗譚（芳野葛利剱）
- 傳說的勇者的傳說（路克・史塔卡特）
- 強襲魔女2（土方圭助）

2011年
- 銀魂（神威）
- 戰鬥陀螺 鋼鐵奇兵 4D（盾神京矢／盾神京谷）
- 迷茫管家與膽怯的我（坂町近次郎）
- 我們沒有羽翼（鳳翔）
- 爆漫王。2（高木秋人）
- 靈異E接觸（摩罕・奇・艾多・鐸古拉）
- 魔法禁書目錄II（濱面仕上）
- 灼眼的夏娜III Final（坂井悠二）
- 迷糊餐廳'（山田桐生）
- SKET DANCE（大門明智）
- 神的記事本（墓見坂史郎）
- 丹特麗安的書架（雷尼・雷茲）

2012年
- 零之使魔F（平賀才人）
- 無賴勇者的鬼畜美學（上崎遼平）
- 窮神（艷光路紫苑）
- 爆漫王。3（高木秋人）
- 旋風管家！CAN'T TAKE MY EYES OFF YOU（薫京之介）
- 櫻花莊的寵物女孩（館林總一郎）
- 足球騎士（天童次英）
- IXION SAGA DT（次兄）
- 遊戲王ZEXAL（真月零／贝库塔）

2013年
- AMNESIA 失憶症（トーマ Toma）
- Q弟偵探因幡（濱田庵）
- 八犬傳－東方八犬異聞－（犬川莊介、蒼）
- 成年女性的動畫時間 不在他處 正是此地
- 旋風管家Cuties（薫京之介）
- 義風堂堂！！兼續和慶次（三好長慶）
- 八犬傳－東方八犬異聞－第二季 （犬川莊介、蒼）
- 記錄的地平線（艾札克）
- 魔奇少年 The Kingdom of Magic（練紅明）
- 飆速宅男（新開隼人）

2014年
- 狐仙的戀愛入門（希希）
- 排球少年！！（澤村大地）
- 金色琴弦 Blue♪Sky（冥加玲士）
- 名偵探柯南（攝津健哉）※第740～741話「倒在浴室裡的小蘭」
- 月刊少女野崎同學（友田）
- 戲劇性謀殺（Noiz）
- RAIL WARS!（岩泉翔）
- 飆速宅男 GRANDE ROAD（新開隼人）
- 甘城輝煌樂園救世主（多魯涅爾）
- 電波少女與錢仙大人（紅葉的戀人）
- 斬！赤紅之瞳（棘）

2015年
- 絕對雙刃（颶煉裁者／克洛維）
- 夜晚的小雙俠（龍）
- 戰國無雙（大谷吉繼）
- Go！Princess 光之美少女（夏特）
- 果然我的青春戀愛喜劇搞錯了。續（玉繩）
- 可塑性記憶（康斯坦斯）
- 银魂°（神威）
- 迷糊餐廳 第三季（山田桐生）
- OVERLORD（安茲·烏爾·恭）
- 可愛的Muco（日语：いとしのムーコ）（小松）
- 排球少年！！第二季（澤村大地）
- 一拳超人（超合金黑光）

2016年
- 機動戰士GUNDAM UC RE:0096（湯姆）
- 鬼牌遊戲（有崎晃〈學生時代〉）
- RS計劃 -Rebirth Storage-（六神讓治）
- 亞爾斯蘭戰記 風塵亂舞（梅魯連）
- 齊木楠雄的災難（灰呂杵志）
- 勇利!!! on ICE（埃米爾·尼古拉）
- 排球少年！！烏野高中VS白鳥澤學園高中（澤村大地）

2017年
- 鎖鏈戰記 ～赫克瑟塔斯之光～（拉法加）
- 銀魂.（神威）
- 飆速宅男 NEW GENERATION（新開隼人）
- ACCA13區監察課（沃布拉）
- 阿童木起源（豬突猛）
- 歡迎來到實力至上主義的教室（葛城康平）[1]
- 黑色五葉草（葛修·亞德雷）
- 國王遊戲 The Animation（坂本拓哉）
- 大正小小（館林聰）
- 魔法使的新娘（連富烈德）
- 如果有妹妹就好了。（不破春斗[2]、GM、冒險者A～D、士兵、西爾維亞、哥布林A～E、羅帕、獸人A～E、賢者）

2018年
- OVERLORD II（安茲·烏爾·恭）
- 皇帝聖印戰記（拉席克·達彼多）
- 學園奶爸（狸塚恒介）
- 飆速宅男 GLORY LINE（新開隼人）
- 妖怪旅館營業中（雷獸[3]）
- 宇宙戰艦提拉米斯（ケーニッヒ）
- 後街女孩（立花隆[4]）
- 夢王國與沉睡中的100位王子殿下（蓋伊里）
- 工作細胞（嗜中性球老師）
- OVERLORD III（安茲·烏爾·恭）
- Free!-Dive to the Future-（芹澤尚[5]）
- LORD of VERMILION 紅蓮之王（道明寺虎鐵[6]）
- 魔法禁書目錄III（濱面仕上）
- 狐狸之聲（紀鶴天[7]）
- 錢進球場 第2期（是川）
- 我讓最想被擁抱的男人給威脅了。（佐佐木拓[8]）
- 尤利西斯 貞德與鍊金騎士（亨利五世[9]）
- 只要別西卜大小姐喜歡就好（阿撒賽勒[10]）

2019年
- 五等分的新娘（上杉勇也[11]）
- 名侦探柯南（深町虎彦）
- RobiHachi（保鏢）
- 異世界四重奏（安茲）
- 一拳超人 第2期（超合金黑光）
- 炎炎消防隊（火炎·李[12]）
- 胡蝶綺 ～少年信長～（津津木藏人[13]）
- 鬼滅之刃（煉獄杏壽郎）
- 小書痴的下剋上：為了成為圖書管理員不擇手段！（歐托）

2020年
- 〈Infinite Dendrogram〉-無盡連鎖-（修・斯特林 / 椋鳥修一）
- 妖怪學園Y ～第N類接觸～（獅子王、獅子黒一馬、筆留益男、ラント父）
- 排球少年！！ TO THE TOP（澤村大地）
- 異世界四重奏2（安茲）
- 掠奪者（道安武虎）
- 小書痴的下剋上：為了成為圖書管理員不擇手段！第2期（歐托）
- Tomica Earth Granner 地球防衛隊（猛獸先鋒鷹王[14]）
- 闇影詩章（龍崎英二）
- 困擾爺爺（爺爺）
- 科學超電磁炮T（濱面仕上）
- 炎炎消防隊 貳之章（火炎·李）
- 果然我的青春戀愛喜劇搞錯了。完（玉繩）
- 強襲魔女 通往柏林之路（土方圭助）
- 憂國的莫里亞蒂（賽巴斯丁·莫蘭）
- 王之逆襲 意志的繼承者（約翰）
- A3! SEASON AUTUMN & WINTER（涯）

2021年
- 比方說，這是個出身魔王關附近的少年在新手村生活的故事（梅爾托瓦）
- 花樣滑冰Stars（寺内正太郎）
- 關於我轉生變成史萊姆這檔事 第2期（克魯西斯）
- 記錄的地平線 第3期（艾札克）
- 五等分的新娘∬（上杉勇也）
- 咒術迴戰（加茂憲紀）
- 東京復仇者（清水將貴）
- 如果究極進化的完全沉浸RPG比現實還更像垃圾遊戲的話（特斯拉）
- 影宅（班傑明）
- 聖女魔力無所不能（萊昂哈特）
- 席斯坦 -The Roman Fighter-（ムタンガ）
- 白沙的Aquatope（諏訪哲司）
- 無敵俠 舞動的英雄（賽歐）
- 月與萊卡與吸血公主（米海爾·雅辛）
- 終末的後宮（水原龍）
- 鬼滅之刃 無限列車篇（煉獄杏壽郎）
- 進化果實～不知不覺踏上勝利的人生～（暗黑貴族塞亞諾斯）
- 宿命迴響：命運節拍（萊尼）
- BUILD DIVIDE -#000000-（萊昂內爾）
- 鬼滅之刃 遊郭篇（煉獄杏壽郎）
- 艾梅洛閣下II世事件簿 -魔眼蒐集列車 Grace note- 特別篇（阿姆雷斯·沃丹）

2022年
- 薔薇王的葬列（蓋比）
- 與成為異世界美少女的大叔一起（神宮寺司）
- ORIENT 東方少年（武田尚虎[15]）
- 失格紋的最強賢者（艾利亞斯）
- JoJo的奇妙冒險 石之海（約翰格里·A）
- 小書痴的下剋上：為了成為圖書管理員不擇手段！第3期（歐托[16]）
- BUILD DIVIDE -#FFFFFF-（萊昂內爾）
- 歡迎來到實力至上主義的教室 2nd Season（葛城康平[17]）
- OVERLORD IV（安茲·烏爾·恭）
- 影宅 -2nd Season-（班傑明、班）
- 今晚有貓伴身邊（風太[18]）
- 書蟲公主（吉克·艾森納赫）

2023年
- 飆速宅男 LIMIT BREAK（新開隼人）
- 擁有超常技能的異世界流浪美食家（緋爾[19]）
- 萬事屋齋藤先生轉生異世界（魔犬）
- 東京喵喵 NEW（桃宮慎太郎[20]）
- 魔法使的新娘 SEASON2（米海爾·連富烈德[21]）
- 獻祭公主與獸王（雷恩哈特[22]）
- 名偵探柯南（會澤涼一）
- 魔術士歐菲流浪之旅 聖域篇（普魯托[23]）
- 鬼滅之刃 刀匠村篇（煉獄杏壽郎）
- 神劍闖江湖－明治劍客浪漫譚－（齋藤一[24]）
- 七魔劍支配天下（艾爾文·戈弗雷[25]）
- BLEACH 千年血戰篇（利捷·巴羅）
- 破滅的王國（大和[26]）
- SPY×FAMILY間諜家家酒（文森）
- 某大叔的VRMMO活動記（安德烈／骸骨騎士[27]）
- 懷玉·玉折 / 澀谷事變 （加茂憲紀）

2024年
- ONE PIECE（古勒斯）
- 明治擊劍-1874-（Gennosuke Kanomata）
- 歡迎來到實力至上主義的教室 3rd Season（葛城康平）
- 外科醫生愛麗絲（倫亞[28]）
- 小酒館Basue（暗黑騎士）
- 從Lv2開始開外掛的前勇者候補過著悠哉異世界生活（費里歐[29]）
- 烏鴉不擇主（長束[30]）
- 再見，地球（夏迪＝加普[31]）
- 神劍闖江湖－明治劍客浪漫譚－ 京都動亂（齋藤一[32]）
- BLUE LOCK 藍色監獄 VS. U-20 JAPAN（奧利佛·愛空[33]）
- 尋神的旅途（孫登[34]）
- 再見龍生，你好人生（蓋歐爾格[35]）
- 魔王2099（貝爾托爾[36]）
- 關於我轉生變成史萊姆這檔事 第3期（克魯西斯）

2025年
- 地。-關於地球的運動-（施密特[37]）
- 離開A級隊伍的我，和從前的弟子往迷宮深處邁進（薩卡[38]）
- 魔法使的約定（布拉德利[39]）
- 炎炎消防隊 參之章（火炎·李[40]）
- Princession Orchestra（空野誠志郎[41]）
- 再見，地球 第2期（夏迪＝加普[42]）
- LAZARUS 拉撒路（比利[43]）
- GACHIAKUTA（古利斯[44]）
- SAKAMOTO DAYS 坂本日常（京[45]）
- 矢野同學的普通日常（矢野父親[46]）
- 銀魂多重宇宙動畫「3年Z班銀八老師」（神威[47]）
- 一拳超人 第3期（超合金黑光[48]）
- 擁有超常技能的異世界流浪美食家2（緋爾[49]）
- 妖怪旅館營業中 貳（雷獸[50]）

時期未定
- 異世界四重奏3（安茲[51]）

### OVA
2005年
- 鴉 -KARAS-（禮治）

2006年
- 灼眼的夏娜SP 「戀愛與温泉的校外學習!」（坂井悠二）

2008年
- 君吻（真田光一）
- 零之使魔 三美姬的轮舞OVA（平賀才人）

2009年
- 希望宅邸（松吉）
- 交響情人夢 終曲﹝OAD﹞（李雲龍）
- 網球王子 OVA ANOTHER STORY 〜過去與未来的訊息（小石川健二郎）
- 灼眼的夏娜S（坂井悠二）

2010年
- 飛輪少年 黑之羽與沉睡森林 -Break on the sky-（BLACK BURN）

2011年
- 魔神凱撒SKL（真上遼）

2012年
- 一騎當千 集鍔鬥士血風錄（周瑜公瑾）

2014年
- 旋風管家（薰京之介）※漫畫第43卷OVA特別版附錄

2015年
- 一騎当千 Extravaganza Epoch（周瑜公瑾）
- 排球少年！！列夫登場！（澤村大地）

2016年
- 排球少年！！|排球少年！！「VS不及格」（澤村大地）
- 一拳超人 #06「過於不可能的殺人事件」（超合金黑光）
- OVERLORD（安茲·烏爾·恭）

2017年
- 排球少年！！「特集！赌在春高排球上的青春」（澤村大地）

2018年
- 血界戰線 & BEYOND（グランゴ、觀眾）
- Free!－Dive to the Future－第0話（芹澤尚）

2019年
- Re:從零開始的異世界生活 冰結之絆（恰普）

2020年
- 鬼滅之刃 那田蜘蛛山篇（煉獄杏壽郎）
- 鬼滅之刃 柱合會議蝶屋敷篇（煉獄杏壽郎）

2021年
- Fate/Grand Carnival（拿破崙）

2022年
- 平凡職業造就世界最強 OVA「夢幻冒險與奇蹟邂逅」（奈茲·古盧恩[52]）

### 動畫電影
- 劇場版 灼眼的夏娜（坂井悠二）
- 銀魂劇場版 新譯紅櫻篇（神威）
- 劇場版爆旋陀螺 鋼鐵戰魂 VS 太陽灼熱的侵略者（盾神京谷）
- 火影忍者疾風傳劇場版
  - 火影忍者疾風傳劇場版 牽絆（佐井）
  - 火影忍者疾風傳劇場版 火意志的繼承者（佐井）
  - 火影忍者疾風傳劇場版 失落之塔（佐井）
- 劇場版 旋風管家 HEAVEN IS A PLACE ON EARTH（薰京之介）
- Code Geass 亡國的阿基德（佐山亮）
- 猫屎一号（波塔斯基）

2015年
- High Speed! -Free! Starting Days-（芹澤尚）

2017年
- 特別版 Free!-Take Your Marks-（芹澤尚）

2020年
- 鬼滅之刃劇場版 無限列車篇（煉獄杏壽郎）

2021年
- 銀魂 THE FINAL（神威）
- 劇場版美少女戰士Eternal（虎之眼）
- 讓我聽見愛的歌聲（杉山紘一郎）
- 咒術迴戰0（加茂憲紀）

2022年
- 鹿王（奇坎）
- 劇場版 五等分的新娘（上杉勇也）
- 異世界四重奏〜Another World〜（安茲）

2023年
- 劇場版 森林家族 來自芙蕾雅的禮物（弗雷澤[53]）

2024年
- 劇場版 排球少年！！ 垃圾場的決戰（澤村大地[54]）
- 劇場版 OVERLORD 聖王國篇（安茲·烏爾·恭[55]）

### 網路動畫
2019年
- 齊木楠雄的災難 再啟動篇（灰呂杵志[56]）[注 1]

2021年
- 极主夫道（美久的父亲）
- 實況野球 威力高中篇（才賀侑人）

2022年
- 今晚有貓伴身邊（風太[57]）

2023年
- 今晚有貓伴身邊（第2期）（風太[58]）

2024年
- Fate/Grand Order 搞不懂的藤丸立香 第2期（拿破仑）
- 今晚有貓伴身邊（第3期）（風太[59]）

### 廣播節目
- 零之使魔- ゼロの使い魔 on the radio 〜トリステイン魔法学院へようこそ〜
- 日野聰vs立花慎之介  平成ニッポン・国取り合戦ラジオ!!
- 隱王網路電台 萬天編「萬天からこんにちわ」（浪川大輔、日野聰）
- 花圈圈幼稚園 網路廣播組 7日目
- 日野聡・立花慎之介<名门アウトロー学园>

### 真人電影
- 我的腐女友

### 遊戲
2009年
- 金色琴弦系列（衛藤桐也）
  - PSP 金色琴弦2f
  - PSP 金色琴弦2f encore
- Lucian Bee's系列（安杰利卡·阿修温）
  - PS2 Lucian Bee's RESURRECTION SUPERNOVA
  - PS2 Lucian Bee's JUSTICE YELLOW
  - PS2 Lucian Bee's EVIL VIOLET
- PC Bloody Call（司狼）

2010年
- PS2/PSP 金色琴弦3（冥加玲士）
- PS2/PSP Arcobaleno!（小松龙之介）
- Starry☆Sky 〜After Spring〜（和泉崇嗣）
- PS2 無法逃離的背叛（降織千紫郎）
- 街机 七龙珠群雄（那美克星人狂战士/）

2011年
- PSP 月華繚乱ROMANCE（兼田侘助）
- NDS バクマン。 マンガ家への道（高木秋人）
- PSP AMNESIA（トーマ）

2012年
- PSP AMNESIA LATER（トーマ）
- PSP 十鬼の絆（秦）
- PC 華アワセ（唐紅）
- PSP バクダン★ハンダン（御手洗流星）
- PSP 逢魔時〜怪談Romance〜（日比谷巳継）
- PSP L.G.S 〜新説 封神演義〜（黄天化）
- PSP スクール・ウォーズ（塚本久光）

2013年
- PSP AMNESIA CROWD（トーマ）
- PSP STORM LOVER 2nd（朝参孝太郎）
- PSP 黄昏時〜怪談Romance〜（日比谷巳継）
- PSP 十鬼の絆 花結綴り（不知火秦）
- PSP スクール・ウォーズ〜卒業戦線〜（塚本久光）
- PSP 神明與命運革命的悖論（神楽坂レンヤ）
- 手機 ときめきレストラン☆☆☆（心跳餐廳）（不破劍人）
- PC ドウセイカレシシリーズ-Butterfly Gloss-（幸崎智沙）

2014年
- PS3/PSV 戰國無雙4（大谷吉繼）
- PSP 時間復興（奧菲斯·雷克斯·阿爾比恩）

2015年
- 手機 夢王國與沉睡中的100位王子殿下（蓋伊里）
- 手機 魔法使與黑貓維茲（阿斯塔‧拉德）

2016年
- 街机 超级七龙珠群雄（那美克星人狂战士/）

2017年
- 手機 100日公主美男宮殿現代樂章（里奧=克勞福德）

2018年
- 手機 食之契約（北京烤鴨、牛排、秋刀魚）
- 手機 Fate/Grand Order（拿破崙）

2019年
- 手機 魔法禁书目录 幻想收束（滨面仕上、坂井悠二、安兹·乌尔·恭）
- PS4 女神異聞錄5 皇家版（丸喜拓人）
- 手機 魔法使いの約束（ブラッドリー）
- 手機 聖火降魔錄 英雄雲集（克里斯、亞修納德）
- 手機 明日方舟（吽）
- 手機 ブラックスター -Theater Starless-（ケイ）

2020年
- 手機 拳皇全明星（神威）
- 手機 エリオスライジングヒーローズ（ガスト・アドラー）
- 手機 BLEACH Brave Souls（利捷·巴羅）

2021年
- PS4 鬼滅之刃 火之神血风谭（煉獄杏壽郎）

2023年
- PS4/PS5 卧龙：苍天陨落（趙雲）

2024年
- 手機 神魔之塔（聖凡意志·普羅米修斯）

2025年
- 手机 崩坏：星穹铁道（白厄）

### 广播剧CD
- 泛用人型少女·百式 廣播劇CD（久保瞬介）
- Bloody Call 特典ドラマCD（司狼）
- アニメイト特典「黎明さんのお料理教室？」
- オフィシャル通販特典 『血の呼び声 恐怖の怪談 』
- コミコミ特典「必勝？男のナンパ術」
- メッセサンオー特典「ブラッディ戦隊 フライコール見参！」
- 官能昔话7～日本昔话～  第二章 「浦島太郎」
- KISS×KISS collections Vol.14[フォーカスキス]（小松 とおる）
- 掠夺者 シュメルマン先生の異本むかしばなし（道安武虎）

### 角色CD
- AMNESIA キャラクターCD シン&トーマ

「GUILTY SMILE」（トーマ）
- 一騎当千 ベストソング・コレクション〜SONG&SOUL祭り〜

「もしも愛なら」（周瑜&孫権）
- 半妖少女綺麗譚エンディング・テーマ集 初戀幻燈機

「二人静」（薄蛍、芳野葛利劔）
- 我們沒有羽翼 キャラクターソングアルバム

「fallen angel」（鳳翔）
- KIDDY GiRL-AND キャラクターソング Vol.9 ガクトエル

「破滅の扉」（ガクトエル）
「RED ROSE」（ガクトエル）
- 金色琴弦2 〜SWEET♪TWINKLE〜

「I CAN MAKE IT」（衛藤桐也）
- 金色琴弦 〜secondo passo〜 Tears

「MOVE」（衛藤桐也）
- 金色琴弦2 f アンコール 〜graduation〜

「TWILIGHT RONDO」（月森蓮&衛藤桐也）
- 金色琴弦3 〜熱き心の調べよ〜

「BLUE SKY BLUE ＜12人全員Ver.＞」（如月響也、如月律、榊大地、水嶋悠人、八木沢雪広、火積司郎、水嶋新、東金千秋、土岐蓬生、冥加玲士、天宮静、七海宗介）
「絶望の挽歌（エレジー）」（冥加玲士）
「BLUE SKY BLUE ＜天音学園Ver.＞」（冥加玲士、天宮静、七海宗介）
- 金色琴弦3 〜旋律は深く甘美（あま）く〜

「疾風怒濤 -MEIN HERZ-」（冥加玲士）
- 100万人の金色のコルダ 〜放課後のD.C.（ダ・カーポ）〜

「Summer Impression」（衛藤桐也）
- ネオロマンス・クリスマス 〜聖夜にラブソングを〜

「First Noel」（衛藤桐也）
- サクラ大戦奏組 主題歌

「円舞曲、君に」（帝國華撃団・奏組〈ヒューゴ・ジュリアード、G.O.バッハ、桐朋源二、桐朋源三郎、フランシスコ・ルイス・アストルガ〉）
「プレリュード 前奏曲」（帝國華撃団・奏組〈ヒューゴ・ジュリアード、G.O.バッハ、桐朋源二、桐朋源三郎、フランシスコ・ルイス・アストルガ〉）
- サクラ大戦奏組 奏組歌音集

「完璧なロンド」（G.O.バッハ）
- 零之使魔 キャラクターCD1 ルイズ&才人編

「Follow Me!!」（ルイズ&平賀才人）
- はなまるなベストアルバム 「childhood memories」

「黒ネコのジャズ」（土田先生&さつき）
「僕の忘れもの」（土田先生）
「ぱんだねこ体操（杏&柊&小梅&土田先生&山本先生ver.）」（杏、柊、小梅、土田先生、山本先生）
- Bloody Call キャラクターソング ～司狼～

「I Believe」（司狼）
- まよチキ! キャラクターソングアルバム 『まよウタ!』

「DON'T MIND!」（坂町近次郎）
- ラブ彼〜恋愛偏差値上昇中!〜 キャラクターソング&ドラマCD 恋のはじまり編

「水の中のLove Song」（秋山リオン）
- ラブ彼〜恋愛偏差値上昇中!〜 キャラクターソング&ドラマCD 永遠の誓い編

「祝恋歌」（秋山リオン）
- Lucian Bee's OP&EDテーマ

「仮面の下のバラッド/Meteoric shower」（ROMANXIA〈宮野真守、鈴木達央、寺島拓篤、梶裕貴、TAKERU、日野聡〉）
- Lucian Bee's キャラクターソングシリーズvol.5 アンジェラ

「ブッチギリFreeway」（アンジェラ）
- Lucian Bee's -RESURRECTION SUPERNOVA- OPテーマ

「愛言葉になるD.N.A.」（ROMANXIA〈宮野真守、鈴木達央、寺島拓篤、梶裕貴、TAKERU、日野聡〉）

### 個人音樂CD
- 新・百歌聲爛―男性声優編―

「JOINT〜ホタルノヒカリ〜I SAY YES〜Men of Destiny〜愛よ消えないで〜正調おそ松節〜怒りの獣神〜茜色が燃えるとき〜サムライハート〜BLUE DREAM 〜夢旅人〜」
- ELEKITER ROUND φ（ゼロ）名義

- 1st.ミニアルバム 零ERφ（ゼロ）
「ヰシン志士」
「紲（キズナ）」
「影踏み 〜afterglow〜」
「キセキ」
- 2nd.ミニアルバム MARIA
　｢MARIA｣
　｢小動物的反動形成｣
　｢LoVe season｣
　｢φの地平から｣
- 3rd.ミニアルバム Summer Snow
　｢Summer Snow｣
　｢二つの雫-namida-｣
　｢戀隠れ 戀乱れ｣
- 4th.ミニアルバム Forbidden Lover
　｢孤独の太陽｣
　｢月夜の仮面舞踏会｣
　｢Lucifer｣
- 5th.ミニアルバム 顔無紳士（ポーカーフェイス）
　｢顔無紳士｣
　｢Beach-pop!! ｣
　｢DIZZY PLAY｣
　｢World's end supernova｣
- 6th.ミニアルバム 狂騒輪舞曲（きょうそうロンド）
　｢狂騒輪舞曲｣
　｢白い雪の花｣
　｢月の砂漠のジプシー｣
　｢Butterfly Cry｣
- 斎賀みつき feat.JUST with ELEKITER ROUNDφ Divine chair
　｢Divine chair｣
　｢devil's clap｣
　｢from dusk until dawn｣

### 電視節目旁白
- HEY!HEY!HEY!MUSIC CHAMP（2009年4月20日 - ）/富士電視台

## 外部連結
- 個人網誌 （页面存档备份，存于）（日語）
- 官方履歷 （页面存档备份，存于）（日語）